# Maria Aleksandra Bitner
Maria Aleksandra Bitner – polska paleontolożka i zoolożka, badaczka ramienionogów kopalnych i współczesnych, aktywna od lat 70. XX wieku do chwili obecnej (2025).

## Elementy biografii
W 1974 ukończyła studia na Wydziale Geologii Uniwersytetu Warszawskiego. Od 1987 jej kariera zawodowa związana jest z Instytutem Paleobiologii PAN, gdzie w 1996 uzyskała doktorat na podstawie rozprawy przygotowanej pod kierunkiem Andrzeja Gaździckiego, a w 2010 – habilitację.
W latach 2011–2016 była jednym z trojga odpowiedzialnych za ramienionogi redaktorów programu World Register of Marine Species. W 2016 wraz z pozostałymi dwoma redaktorami ustąpiła z zajmowanej funkcji.

## Osiągnięcia naukowe

### Znaczenie w historii nauki
Tematem badań Bitner są systematyka, biogeografia i paleobiogeografia współczesnych ramienionogów Pacyfiku i Oceanu Indyjskiego oraz ramienionogów trzeciorzędowych. Zajmowała się też ramienionogami kredowymi. Przedmiotem szczególniejszej uwagi badaczki są ramienionogi mikromorficzne (bardzo drobnych rozmiarów); przedstawiciele tej grupy byli nierzadko przeoczeni przez dawniejszych badaczy.
Opisała samodzielnie lub we współautorstwie liczne taksony ramienionogów: podrząd Gwyniidina Halamski & Bitner in Halamski et al., 2015 (Terebratulida, perm–dziś), rodzaje Leptothyrellopsis Bitner & Pisera, 1979 (Terebratulida, mastrycht), Cryptoporella Bitner & Pisera, 1979 (Rhynchonellida, mastrycht), Paraplicirhynchia Bitner, 1996 (Rhynchonellida, eocen), Seymourella Bitner, 1996 (Terebratulida, eocen), Laquethiris Bitner, 1996 (Terebratulida, eocen), Venetocrania Bitner & Dieni, 2005 (Craniida, eocen), Basiliocostella Dulai, Bitner & Müller, 2008 (Rhynchonellida, paleocen), Gurlarnella Bitner & Schneider, 2009 (Terebratulida, miocen), Meznericsia Bitner, Dulai & Galácz, 2011 (Terebratulida, eocen), Oceanithyris Bitner & Zezina, 2013 (Terebratulida, współczesne), Simpliciforma Bitner & Zezina, 2013 (Terebratulida, współćzesne), Albasphe Halamski, Bitner, Kaim, Kolar-Jurkovšek & Jurkovšek, 2015 (Terebratulida, trias), Eolingularia Bitner & Emig, 2016 (Lingulida, cenoman) i Megerella Bitner & Logan, 2016 (Terebratulida, współczesne) oraz wiele gatunków. 
Ponadto była współautorką opisów nowych rodzajów gąbek Twertupia Pisera, Bitner & Fromont, 2023 i Pickettispongia Pisera, Bitner & Fromont, 2023.

### Wybrane publikacje
- Brachiopods from the Upper Cretaceous chalk of Mielnik (Bitner & Pisera, 1979)[9]
- Brachiopods from the Eocene La Meseta Formation of Seymour Island, Antarctic Peninsula (1996)[8]
- Ramienionogi kenozoiku Antarktyki (1998)[21]
- Size-frequency distributions of Miocene micromorphic brachiopods: interpretation tool for population dynamics (2002)[10]
- Recent Brachiopoda from the Norfolk Ridge (2009)[6]
- Molecular phylogeny of rhynchonellide articulate brachiopods (Cohen & Bitner, 2013)[22]
- Global biogeography of living brachiopods (Ye, Shi & Bitner, 2021)[23]

## Upamiętnienie
Na jej cześć nazwano dwa gatunki zwierząt kopalnych: mioceńskiego ramienionoga Argyrotheca bitnerae Dulai in Dulai & Stachacz, 2011 oraz oligoceńskiego jeżowca Caenopedina aleksandrabitnerae Kroh, 2014.